# Эддингтон, Артур
А́ртур Стэ́нли Э́ддингтон (англ. sir Arthur Stanley Eddington; 28 декабря 1882, Кендал, Уэстморленд (ныне Камбрия), Великобритания — 22 ноября 1944, Кембридж, Великобритания) — английский астрофизик.
Член Лондонского королевского общества (1914), иностранный член-корреспондент Российской академии наук (1923), иностранный член Национальной академии наук США (1925).

## Биография
Артур Стэнли Эддингтон родился 28 декабря 1882 года в Кендале.
В 1906—1913 работал в Гринвичской обсерватории. С 1913 — профессор Кембриджского университета. С 1914 — директор астрономической обсерватории в Кембридже.
В 1919 году совместно с Фрэнком Дайсоном организовал две экспедиции для наблюдения солнечного затмения 29 мая 1919 года в город Собрал в Бразилии и на португальский остров Принсипи в Африке (сам Эддингтон наблюдал затмение на Принсипи), результаты которых подтвердили предсказание общей теории относительности Эйнштейна об отклонении света в поле тяготения Солнца.
В 1921—1923 — президент Королевского астрономического общества.
В 1924 году создал теорию белых карликов.
В 1924 году награждён медалью Кэтрин Брюс. В 1930 Артур Эддингтон был посвящён в рыцари за научные заслуги. В 1930—1932 годах Артур Эддингтон являлся президентом Лондонского общества физиков.
В 1938 году Эддингтон был избран президентом Международного астрономического союза.
С 1920-х вплоть до своей смерти, он всё больше сосредотачивается на том, что он называл «фундаментальной теорией», предназначенной для объединения квантовой теории, теории относительности, космологии и гравитации. Сначала он двигался «традиционным» путём, но затем стал всё чаще обращаться к почти нумерологическому анализу безразмерных отношений фундаментальных констант.

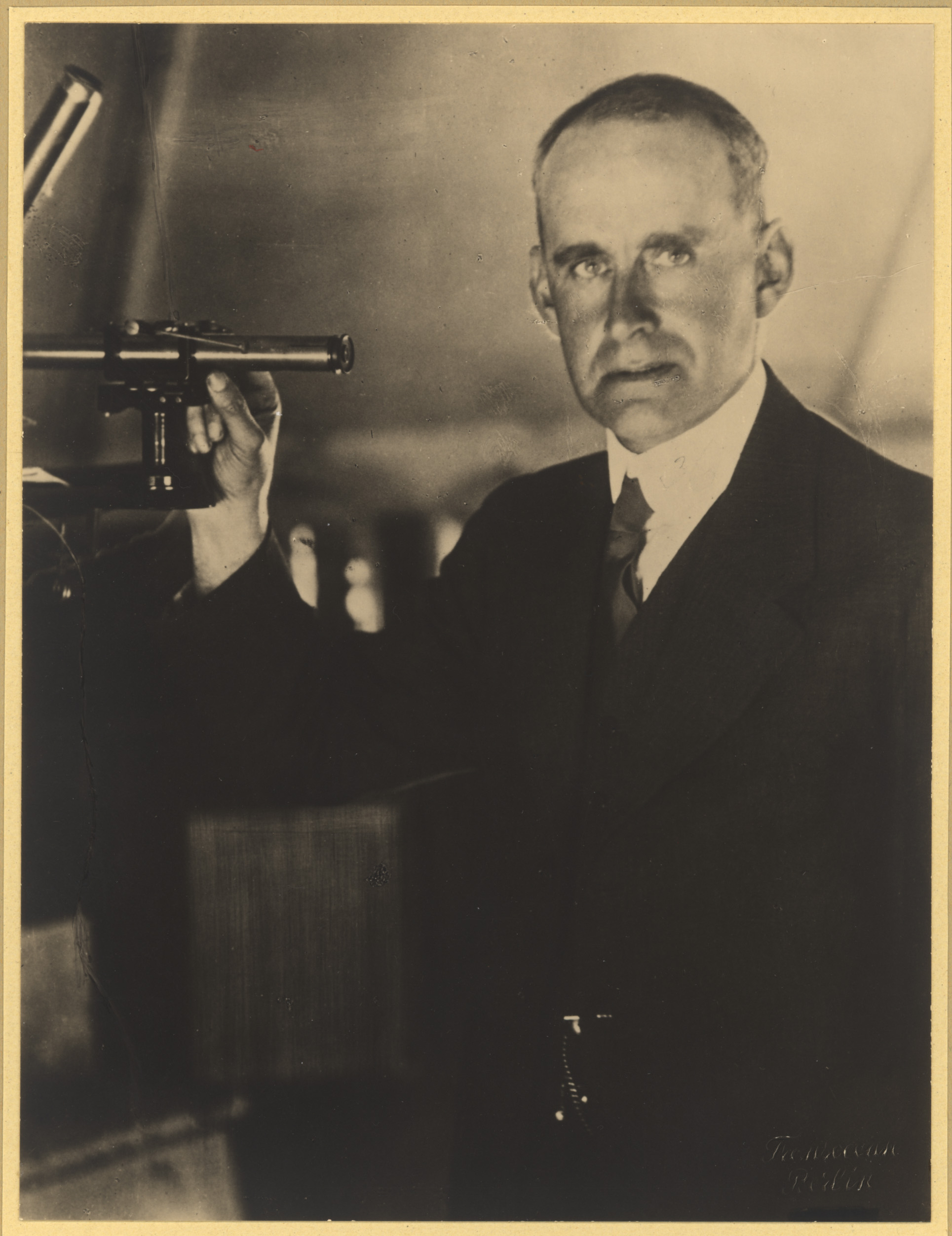
Артур Стэнли Эддингтон

Его основным подходом было объединить несколько фундаментальных констант с целью получения безразмерной величины. Во многих случаях это может привести к числам, близким к 1040. Он был убеждён, что масса протона и заряд электрона являются естественной и полной спецификацией для построения Вселенной и что их значения не случайны. Один из первооткрывателей квантовой механики Поль Дирак также следовал в этом направлении, что стало известно как Гипотеза больших чисел Дирака, и некоторые учёные[кто?] даже сейчас считают, что такой подход имеет под собой основания.
Разрушительные для его имиджа заявления, сделанные им в защиту этих концепций, были связаны с постоянной тонкой структуры (α). В то время её измерения давали результат, очень близкий к 1/136, и Эддингтон утверждал, что значение на самом деле должно быть точно 1/136, исходя из эпистемологических причин. Более поздние измерения дали значение гораздо ближе к 1/137, после чего он сменил логику своих рассуждений, утверждая, что единица должна быть добавлена к степеням свободы, так что значение должно быть точно 1/137, «число Эддингтона». Шутники в то время начали называть его «Артур Добавь-один» (Артур Эддингван). Такое изменение мнения снизило авторитет Эддингтона в физическом сообществе. Текущее значение постоянной тонкой структуры оценивается в 1/137,035 999 074(44).
Эддингтон считал, что нашёл алгебраическую основу фундаментальной физики, которую он назвал «E-числа» (составляющие определённую группу — алгебру Клиффорда). Они, по сути, включали пространство-время в структуру большей размерности. Хотя его теория давно рассматривается физическим сообществом как несостоятельная, похожие алгебраические понятия легли в основу многих современных попыток теории великого объединения. Более того, значения фундаментальных констант и, в частности, безразмерные величины, получаемые из них, которым Эддингтон уделял особое внимание, в настоящее время являются одной из центральных проблем физики.
Эта линия его исследований осталась незавершённой из-за смерти Эддингтона в 1944 году. Его труд под названием «Фундаментальная теория» остался незаконченным и был опубликован только посмертно в 1946 году.

## Научная деятельность

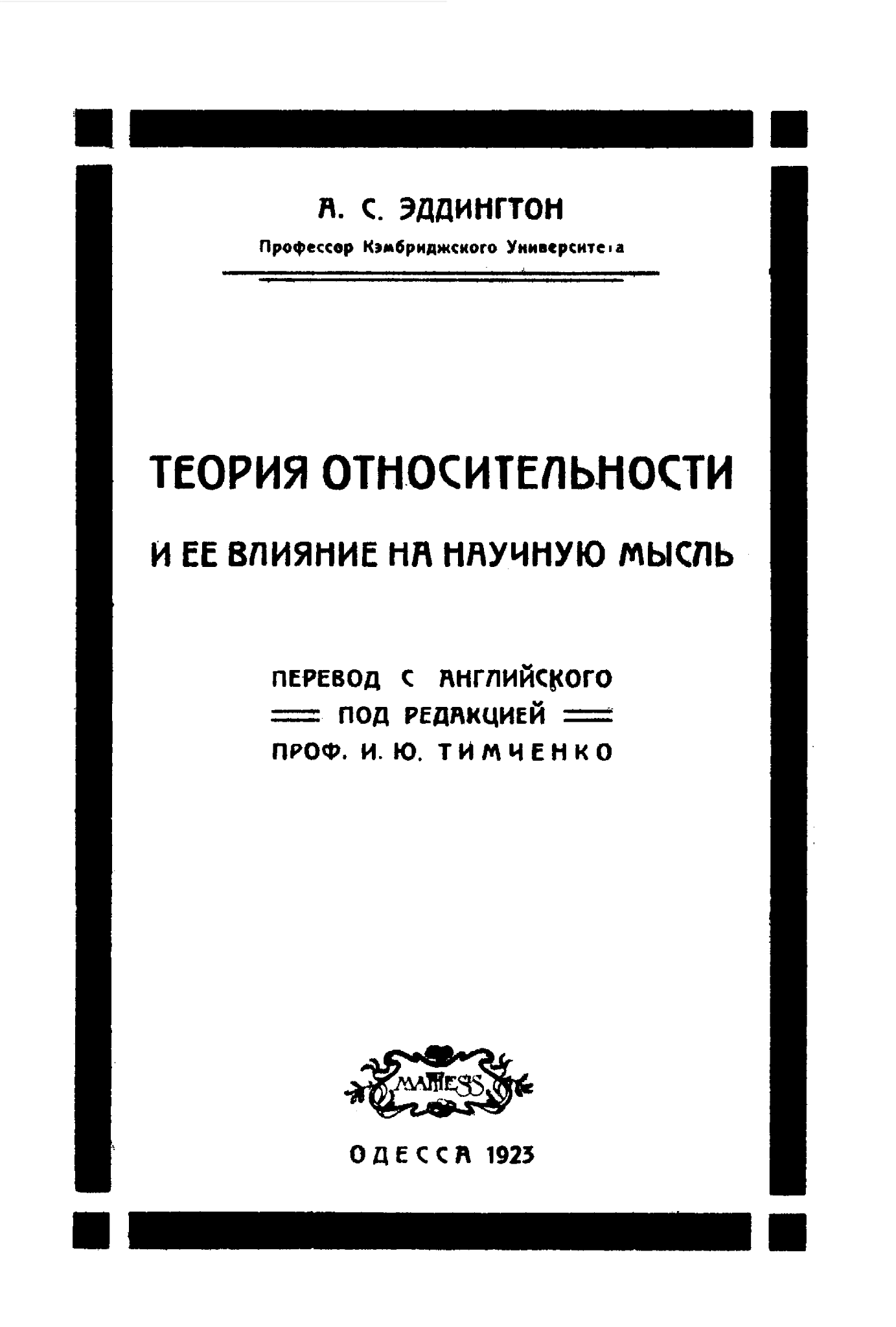
Одна из работ учёного

Эддингтон был одним из первых учёных, кто, оценив важность специальной и общей теории относительности (ОТО), начал интересоваться ими и публиковать статьи по этой теме. В 1916 году Эддингтон прочитал лекцию о теории на съезде Британской ассоциации, а в 1918 году сделал доклад для Физического общества.
В 1919 году Эддингтон возглавил экспедицию на остров При́нсипи в Западной Африке. Целью этой экспедиции было наблюдение отклонений лучей света во время солнечного затмения 29 мая 1919 года и подтверждения, таким образом, эффектов, описанных ОТО. В марте 1919 года Эддингтон отплыл на корабле из Англии, а в середине мая установил оборудование для наблюдения на острове Принсипи. Затмение ожидалось 29 мая 1919 года в 14 часов, однако наблюдения затрудняли утренний шторм и сильный дождь. Эддингтон писал:

… Дождь окончился около полудня и примерно в 1:30 мы увидели Солнце. Мы приготовили наши фотоаппараты, надеясь на случай. Я не видел самого затмения, будучи очень занят меняя фотопластинки, кроме одного взгляда, чтобы удостовериться, что оно началось, и полу-взгляда, чтобы оценить количество облаков. Мы получили 16 снимков, на которых Солнце получилось со всеми деталями, но облака закрывали звёзды. На последних нескольких снимках было несколько изображений звёзд, которые дали нам то, что нам было нужно…

Эддингтон остался на острове с целью проявить снимки и измерить отклонения положения звёзд. Качество снимков из-за облаков было низким, в результате чего измерения проходили с трудом. 3 июня 1919 года Эддингтон написал в своей записной книжке: «на одной пластинке измерения дали результат, предсказанный Эйнштейном».
Некоторые исследователи утверждают, что результаты Эддингтона страдают от систематических ошибок, а неопределённости при измерении настолько велики, что не позволяют сделать какое-либо определённое заключение, хотя современный повторный анализ данных подтверждает правоту Эддингтона.
В 1916—1918 годах Эддингтон развил первую, учитывающую «новую физику XX века», теорию внутреннего строения звёзд. Основой её стала термодинамическая теория лучистого равновесия, успешно применённая в 1906 году к звёздным атмосферам К.Шварцшильдом, а также экспериментальное открытие П. Н. Лебедевым светового давления на газы (1908). Опираясь на эти представления, Эддингтон распространил теорию лучистого равновесия на внутренние части звёзд и сделал вывод о существенной роли в звёздных недрах светового давления, которое, наряду с обычным газовым давлением, должно уравновешивать тяготение вещества звезды. На этих основаниях Эддингтон построил первую математическую теорию равновесной газовой излучающей звезды. Основанием для проведения такой аналогии послужили исследования Д.Джинса, который установил, что высокие температуры делают недра звезды полностью ионизированными, похожими на идеальный газ, который можно описывать средствами молекулярно-кинетической теории, разработанной Максвеллом, Больцманом, Гиббсом и другими.
В 1920 году в статье «Внутреннее строение звёзд» Эддингтон впервые сформулировал гипотезу о том, что источником энергии звёзд являются термоядерные реакции с превращением водорода в гелий.
В 1924 году Эддингтон показал, что сингулярность Шварцшильда — не физическое явление, а математический артефакт, связанный с системой координат. Эддингтон нашёл другую систему координат, при которой сингулярность Шварцшильда исчезает.

## Кино
- «Эйнштейн и Эддингтон» (англ. Einstein and Eddington) — фильм, снятый BBC совместно с HBO в 2008 году, режиссёр: Филип Мартин[англ.]. В роли Эддингтона снялся Дэвид Теннант.

## Публикации
- Эддингтон А. С. Звёзды и атомы. — М.-Л.: Госиздат, 1928. — 152 с.
- Эддингтон А. С. Математическая теория относительности. — Х.-К.: ГНТИ Украины, 1933. — 359 с.
- Эддингтон А. С. Пространство, время и тяготение. — Одесса: Матезис, 1923. — 216 с.
- Эддингтон А. С. Теория относительности. — М.-Л.: ГТТИ, 1934. — 508 с.
- Эддингтон А. С. Теория относительности и её влияние на научную мысль. — Одесса: Матезис, 1923. — 56 с.